# داتسون

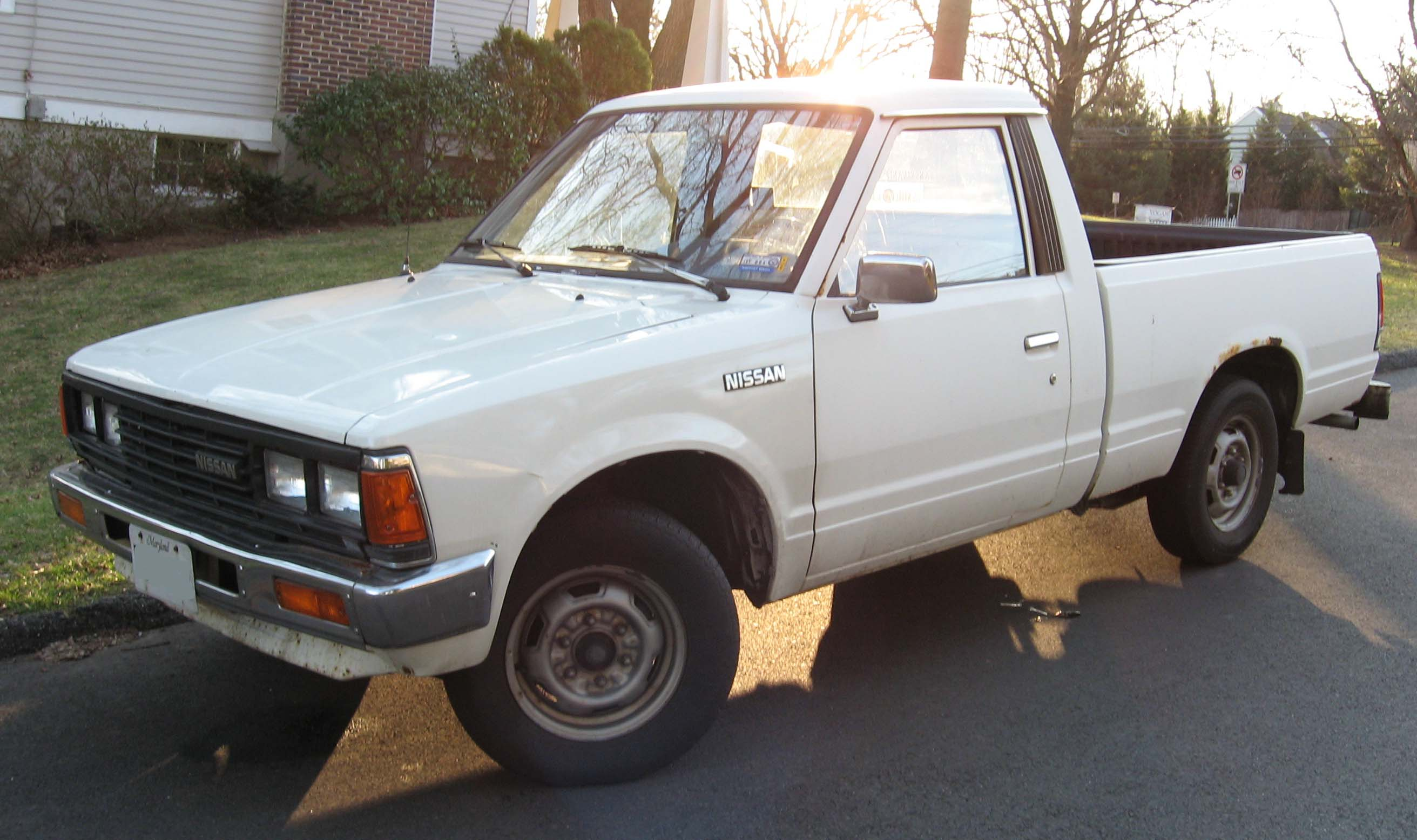
داتسون ۷۲۰

داتسون (به انگلیسی: Datsun) شرکت خودروسازی ژاپنی بود، که در سال ۱۹۳۱ توسط یوشیسوکه آیکاوا تأسیس شد. این شرکت به‌عنوان زیرمجموعه‌ای از شرکت نیسان محسوب می‌شد.

## تاریخچه
ریشه تأسیس داتسون به ۱۹۱۱ برمیگردد که بعد از شرکت دایهاتسو قدیمی‌ترین خودرو ساز ژاپن می‌باشد بعدها این شرکت با ادغام چند شرکت کوچک در سال ۱۹۳۳ به نیسان تبدیل شد نیسان تا سال ۱۹۸۶ محصولات خود را با دو نام تجاری داتسون و نیسان عرضه می‌کرد . در فاصله سال‌های ۱۹۵۸ تا ۱۹۸۶ خودروهای تولید شده توسط داتسون، از طریق شبکه فروش و نمایندگی‌های نیسان، صادر یا توزیع می‌گردید.
در سال ۱۹۸۶ مدیریت وقت نیسان، تصمیم گرفت که فعالیت برند داتسون را متوقف کند. سپس در سال ۲۰۱۳ مدیرعامل فعلی نیسان، کارلوس غصن اقدام به سازماندهی مجدد برند داتسون جهت تولید خودروهای کلاس ارزان قیمت برای بازارهای در حال ظهور نمود.
بعدها در سال ۱۹۳۳ یوشیسوکه آیکاوا بنیان‌گذار شرکت نیسان، داتسون را خریداری کرد. داتسون بیشتر بخاطر مدل‌های داتسون اسپورتس و داتسون ۵۱۰ شناخته شده‌است.
دات در واژه داتسون از سه حرف اول نام‌های دن کنجیرو (田健治郎) فرماندار نظامی تایوان و عضو کابینه دولت، آئویاما روکورو (青山禄朗) سرمایه‌دار، و تاکه‌اوچی می‌تارو (竹内明太郎) سرمایه‌دار و نماینده مجلس سفلی که سه پشتیبان مالی شرکت بودند گرفته شده‌است. ترکیب این سه واژه در زبان ژاپنی به معنی خرگوش گریزپا (脱兎) است و به عنوان فرزند این سه نفر واژه son به معنی پسر به آن اضافه شد. پس از این، واژه son به sun تغییر داده شد تا از هم‌آوایی با کلمه زیان (損) جلوگیری شود و معنی خورشید نیز مد نظر آید. از جمله مدل‌های وارد شده به ایران 160jو 180Bو180kمی باشد مدل 180B در دو مدل کولر دار و فاقد کولر عرضه شد که نوع کولر دار در زمان خود از محبوبیت خاصی برخوردار بود و اکثراً ساخت سال ۱۹۷۷ و ۱۹۷۸ معادل ۱۳۵۷ و ۱۳۵۶  شمسی می‌باشد  تنها ضعف مدل 180bنداشتن بدنه قوی بود که این عیب در مدل   180kبر طرف شد پس از بروز انقلاب سال ۱۳۵۷ دیگر این خودرو وارد ایران نشد و امروزه شاهد برندهای نیسان موتور نظیر maximaوteanaوmoranoدر بازار ایران هستیم این در حالی هست که برند داتسون به عنوان زیر مجموعه شرکت نیسان موتور در هند مشغول ساخت و مونتاژ مدل‌های جدید داتسون بانام داتسون goو go plusدر کلاس سدان و داتسون go crossدر کلاس شاسی بلند می‌باشد  اولین مدل از این خودرو در سال ۲۰۰۷ با نام داتسون goوارد بازار هند روسیه اسیای جنوب شرقی و کشورهای شرقی اروپا شد این مدل‌ها از داتسون به عنوان برند ارزان قیمت کمپانی نیسان برای اقشار با سطح درامد متوسط روانه بازار میگردد.